# Vanessa Minnillo
Vanessa Joy Bercero Minnillo, nota anche come Vanessa Lachey (Angeles, 9 novembre 1980), è una modella e attrice statunitense.

## Biografia
Nasce ad Angeles, nelle Filippine, il 9 novembre del 1980, figlia di Vincent Minnillo, un ufficiale della U. S. Air Force statunitense di origini italiane ed irlandesi, e di Helen Bercero, una casalinga filippina; i suoi genitori si separarono quando aveva 6 anni.
Il 15 luglio 2011 ha sposato Nick Lachey. La coppia ha tre figli, Camden, nato il 12 settembre 2012, Brooklyn Elisabeth, nata il 6 gennaio 2015 e Phoenix Robert Lachey, nato nel 2017.

### Carriera
Incoronata Miss Teen USA 1998, la Minnillo ha lavorato come corrispondente da New York per Entertainment Tonight e come conduttrice di ''Total Request Live'' per MTV dal 2003 al 2007. Ha inoltre condotto insieme a Mario Lopez la finale di Miss Universo 2007.
Ha inoltre intrapreso la carriera di attrice recitando in alcuni ruoli ricorrenti in Beautiful ed How I Met Your Mother. Nel 2008 ha recitato nel ruolo della protagonista del film Disaster Movie, parodia dei film catastrofici hollywoodiani. Nello stesso anno è anche comparsa in un ruolo cameo nel film I Fantastici 4 e Silver Surfer.

## Filmografia parziale

### Cinema
- I Fantastici 4 e Silver Surfer (Fantastic Four: Rise of the Silver Surfer), regia di Tim Story (2007)
- Disaster Movie, regia di Aaron Seltzer e Jason Friedberg (2008)

### Televisione
- Così è la vita (That's Life) – serie TV, episodio 2x09 (2001)
- Beautiful (The Bold and the Beautiful) – serie TV, 8 episodi (2001)
- How I Met Your Mother - serie TV, episodio 3x12 (2008)
- CSI: NY - serie TV, episodio 6x11 (2009)
- Psych - serie TV, episodio 5x05 (2010)
- 30 Rock - serie TV, episodio 5x11 (2011)
- Dads – serie TV, 19 episodi (2013-2014)
- American Housewife – serie TV, episodio 3x17 (2019)
- BH90210 – serie TV, 4 episodi (2019)
- Il miglior Natale della mia vita (Christmas Unleashed), regia di Nimisha Mukerji – film TV (2019)
- In gara per Natale (Once Upon a Main Street), regia di Polly Draper – film TV (2020)
- Call Me Kat – serie TV, 3 episodi (2021)
- NCIS: Hawai'i – serie TV, 54 episodi (2021-2024)
- NCIS - Unità anticrimine – serie TV, episodi 19x17, 20x01, 20x10, 21x07 (2022-2024)
- NCIS: Los Angeles - serie TV, episodio 14x10 (2023)

## Doppiatrici italiane
Nelle versioni in italiano delle opere in cui ha recitato, Vanessa Minnillo è stata doppiata da:
- Laura Romano in NCIS: Hawai'i, NCIS - Unità anticrimine, NCIS: Los Angeles
- Domitilla D'Amico in Disaster Movie, Psych
- Rachele Paolelli in CSI: NY
- Ilaria Latini in Hawaii Five-0
- Deborah Ciccorelli ne Il miglior Natale della mia vita